# 知駒中継局
知駒中継局（しりこまちゅうけいきょく）は、北海道中頓別町上駒の知駒岳（標高：約532m）にある中継局である。

## 概要
- HBC、STVはアナログ放送では「中頓別中継局」の名称だったが、デジタル放送では「知駒中継局」となっている[1][2]。
- 稚内テレビ中継局や礼文中継局、枝幸中継局などあわせて10局近くの中継局へ伝送する重要な役割を果たしている（なお、枝幸中継局のHTB・UHBのアナログ放送は紋別中継局を受信していたが、デジタル放送ではHTB・UHBでも知駒中継局の受信となっている）。
- 受信元の中継局はNHK・HBC（ともにアナログ）のみ音威子府中継局であって、その他は名寄テレビ中継局。

## 施設概要

### 地上デジタルテレビジョン放送送信設備
| リモコン キーID | 放送局名             | チャンネル 番号 | 空中線 電力 | ERP    | 偏波面   | 放送対象地域                         | 放送区域 内世帯数 | 運用開始日      |
| --------------- | -------------------- | --------------- | ----------- | ------ | -------- | ------------------------------------ | ----------------- | --------------- |
| 1               | HBC 北海道放送       | 41              | 100W        | 1.75kW | 水平偏波 | 北海道                               | 約10,800世帯      | 2009年 11月20日 |
| 2               | NHK 旭川教育         | 46              | 100W        | 1.5kW  | 水平偏波 | 全国                                 | 約10,800世帯      | 2009年 1月27日  |
| 3               | NHK 旭川総合         | 48              | 100W        | 1.6kW  | 水平偏波 | 道北圏 （上川・留萌・ 宗谷・北空知） | 約10,800世帯      | 2009年 1月27日  |
| 5               | STV 札幌テレビ放送   | 36              | 100W        | 1.75kW | 水平偏波 | 北海道                               | 約10,800世帯      | 2009年 11月20日 |
| 6               | HTB 北海道テレビ放送 | 39              | 100W        | 1.75kW | 水平偏波 | 北海道                               | 約10,800世帯      | 2009年 11月20日 |
| 7               | TVh テレビ北海道     | 17→38           | 100W        | 2.1kW  | 水平偏波 | 北海道                               | 約10,800世帯      | 2014年 10月10日 |
| 8               | UHB 北海道文化放送   | 34              | 100W        | 1.75kW | 水平偏波 | 北海道                               | 約10,800世帯      | 2009年 11月20日 |

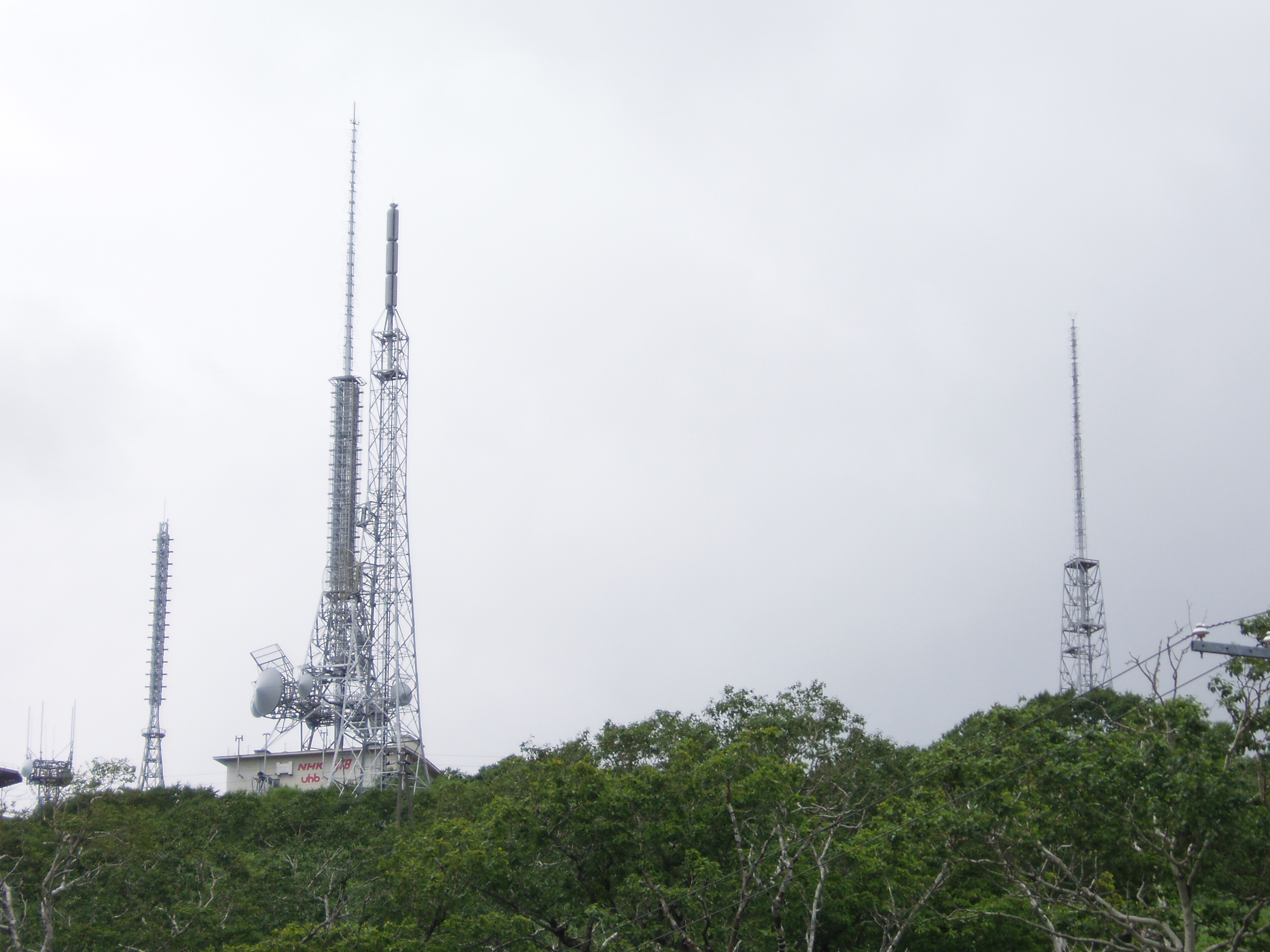
知駒中継局

- 当初の割当では、一部物理チャンネルは札幌送信所）デジタル局と同一の予定だったが、ダクト性フェージングと呼ばれる気象現象に基づく電波の異常伝搬現象によって、札幌デジタル局の電波が知駒デジタル局の放送エリアに対して混信をまれに発生させるおそれがあることが判明したことから、混信を回避するため周波数が2008年6月に変更された。
  - 変更された物理チャンネル
    - NHK総合テレビ 15→48
    - NHK教育テレビ 13→46
    - 民放各局　14、19→39、41
- NHK旭川放送局は、2008年12月10日に予備免許交付、12月16日から試験電波発射、2009年1月27日に本免許交付され、同日から本放送を開始した。
- 在札民放局は、TVhを除く4局が2009年6月2日に予備免許交付、10月30日から試験電波発射、11月20日に本免許交付され、同日から本放送を開始した。またTVhは2014年8月25日予備免許交付、8月29日から試験電波発射、10月10日に本免許交付され、同日本放送を開始した。

### 地上アナログテレビジョン放送送信設備
| チャンネル 番号 | 放送局名             | 空中線 電力       | ERP                   | 偏波面       | 放送対象地域                         | 放送区域 内世帯数 | 運用開始日      |
| --------------- | -------------------- | ----------------- | --------------------- | ------------ | ------------------------------------ | ----------------- | --------------- |
| 2               | NHK 旭川教育         | 映像250W/ 音声63W | 映像1.85kW/ 音声460W  | 水平偏波     | 全国                                 | -                 | 1963年 12月1日  |
| 7               | STV 札幌テレビ放送   | 映像250W/ 音声63W | 映像2.9kW/ 音声720W   | 水平偏波     | 北海道                               | -                 | 1965年 11月25日 |
| 9               | NHK 旭川総合         | 映像250W/ 音声63W | 映像2.7kW/ 音声690W   | 水平偏波     | 道北圏 （上川・留萌・ 宗谷・北空知） | -                 | 1962年 11月1日  |
| 11              | HBC 北海道放送       | 映像250W/ 音声63W | 映像2.8kW/ 音声710W   | 水平偏波     | 北海道                               | -                 | 1965年 9月21日  |
| 38              | HTB 北海道テレビ放送 | 映像1kW/ 音声250W | 映像18.5kW/ 音声4.7kW | 水平偏波     | 北海道                               | -                 | 1976年 11月1日  |
| 40              | UHB 北海道文化放送   | 映像1kW/ 音声250W | 映像18.5kW/ 音声4.7kW | 水平偏波     | 北海道                               | -                 | 1976年 11月1日  |
| 32 （割当のみ） | TVh テレビ北海道     | （開局せず）      | （開局せず）          | （開局せず） | （開局せず）                         | （開局せず）      | （開局せず）    |

- 2011年7月24日をもってすべて廃止された。
- TVhはチャンネルの割り当て（アナログ32ch）がなされていたものの、デジタル放送移行によるアナログ中継局建設凍結のため、アナログ中継局は未開局のまま放送終了となった（32chはSTVデジタルテレビの名寄・稚内両中継局で使用している）。
- デジタル放送については宗谷方面への電波中継の基幹局となる和寒中継局が2012年10月30日に、名寄中継局も2012年12月27日にそれぞれ開局したことに加え、中頓別町と周辺町村の金銭支援次第が得られる見込みが立ったことから、上述の通り2014年10月10日に開局した。
- TVhのデジタルテレビのチャンネルについては、礼文中継局のNHK旭川教育のチャンネルに2014年9月29日付で転用されたため、割り当てが17chから38chに変更となった。

### FMラジオ放送
| 周波数  | 放送局名   | 空中線 電力 | ERP   | 偏波面   | 放送対象地域                         | 放送区域 内世帯数 | 運用開始日                      |
| ------- | ---------- | ----------- | ----- | -------- | ------------------------------------ | ----------------- | ------------------------------- |
| 89.1MHz | NHK 旭川FM | 1kW         | 6.6kW | 水平偏波 | 道北圏 （上川・留萌・ 宗谷・北空知） | -                 | 1969年3月1日 （1965年12月23日） |

- 括弧内は実用化試験局としての運用開始日。
- 空中線電力1kWは、北海道内の基幹局である旭川（500W）、函館・帯広・釧路・北見（送信所は網走）・室蘭（各250W）よりも大きい。北海道内の中継局では、他に名寄・中標津が空中線電力1kWである。
- AIR-G'・NORTH WAVEは中継局が設置されていない（AIR-G'については2011年4月20日よりradikoを通じて聴取可能）。

## その他

### 放送エリア
当中継局の標高が532mと比較的高くテレビ・FMとも送信出力・ERPが高い。
- テレビは宗谷総合振興局全域および留萌振興局の北部。ただし、稚内市西部地区は稚内中継局、猿払村小石地区は小石中継局、礼文島・利尻島の一部は稚内中継局、礼文中継局、枝幸町は枝幸中継局、幌延町の一部は幌延中継局を受信している。

上川総合振興局北部中川町・音威子府村の一部も当中継局を直接受信しているが、音威子府村の一部では名寄中継局でもカバーしている。（北海道総合通信局の発表によると、音威子府村や留萌北部の遠別町は正式な知駒中継局の地デジ放送のカバーエリアではない）遠別町では直接受信できても電界強度が低く、音威子府村や中川町でも放送波を直接受信できる世帯が少ないことから、全戸を光ファイバー網を通じて共聴施設からの電波を視聴できるように工事が行われ、難視聴を解消した。

### 地上デジタル放送
- 上述の通り2014年10月10日に開局したTVhを除き、2009年（NHKは1月27日、民放は11月20日）に開局した（当初はNHK旭川放送局のみ2008年開局の予定だった）。

### 施設
- NHKはデジタルテレビ・FMラジオ共通で単独使用。

当初はアナログテレビ中継局として開局し、その後、FM放送設備・デジタル放送設備も追加で設置された。
送信アンテナ・鉄塔はFMラジオ（局舎の上。かつてはアナログテレビも送信）とデジタルテレビ（UHF 旭川送信所のデジタル放送と同じく円柱型）の2つに分かれている
かつては1976年から2011年7月24日までHTB・UHB共同のアナログテレビ中継局もNHKの施設に相乗りして送信を行なっていた（鉄塔・送信アンテナは新規建設）が、次項にあるとおり、HTB・UHBのデジタル放送については民放全局共同で新設した局舎から送信されるためデジタル完全移行後、再びNHK単独の施設となった。
NHK局舎にあったロゴマークは、HTBが旧ロゴが青色なのにもかかわらず赤色（デジタル局舎は現行のロゴ）。NHKが旧ロゴ、UHBが1983年発表時の「uhb」となっていた（デジタル局舎も現行のロゴ）。また、局舎入口の表札の和文ロゴはHTB・UHB共に旧ロゴである。
- 民放各局のデジタル放送は共同使用

局舎はデジタル化の際に新規建設。自立式鉄塔・UHF送信アンテナはこれまでNHKの中継局舎からHTB・UHBアナログテレビの送信に使用されていたものをそのまま使用している。
- アナログ放送設備のみ設置されていたHBCとSTVはそれぞれ単独となっていた（ともに2011年7月24日で運用を終えた）。

ロゴマークはHBCは旧ロゴ（デジタル局舎は現行のロゴ）、STVは開局時の正式ロゴ（デジタル局舎は2000年以降のロゴ）となっている。